# L'albergo degli assenti
Pour plus de détails, voir Fiche technique et Distribution.
L'albergo degli assenti est un film policier italien réalisé par Raffaello Matarazzo et sorti en 1939.
Le scénario est adapté du roman éponyme écrit par Michelangelo Barricelli.

## Synopsis
Après avoir sauvé la riche héritière Muriel d'une agression, Renata devient sa secrétaire et les deux femmes partent pour un séjour sur la Côte d'Azur. Arrivées à Nice, elles se rendent le soir dans une discothèque où elles retrouvent un jeune homme qu'elles avaient déjà rencontré lors du voyage. Dans la boîte de nuit, Muriel subit une nouvelle tentative d'enlèvement, mais, par erreur, c'est Renata qui est raptée.
Le jeune homme tente d'intervenir pour la défendre, mais il est gravement blessé et lorsque Muriel s'adresse à la police, elle n'est pas crue. Renata est enfermée dans un hôtel qui est en fait une prison, où les personnes enlevées sont mises à l'écart par un gang agissant sur ordre d'individus désireux de faire disparaître quelqu'un. C'est l'hôtel de ceux qui sont « absents » du monde et Muriel était destinée à disparaître sur l'ordre de certains membres de sa propre famille.
Alors que l'atmosphère de l'hôtel devient de plus en plus oppressante, l'un des clients, tombé amoureux de Renata, lui propose de s'enfuir. Au cours de leur tentative, un incendie se déclare dans lequel ils manquent de mourir. Ils parviennent à se sauver in extremis grâce à l'intervention de la police, qui avait fini par croire Muriel, grâce aussi au jeune homme qui se remet de ses blessures. La bande de ravisseurs est mise en déroute et son chef tué. Les deux femmes, sorties du cauchemar, peuvent maintenant profiter sereinement des petits amis que cette aventure leur a apportés.

## Fiche technique
- Titre original italien : L'albergo degli assenti[1] (litt. « L'hôtel des absents »)
- Réalisation : Raffaello Matarazzo
- Scénario : Edoardo Anton, Raffaello Matarazzo, d'après le roman éponyme de Michelangelo Barricelli
- Photographie : Anchise Brizzi, Renato Del Frate
- Montage : Vincenzo Zampi
- Musique : Umberto Mancini (it)
- Décors : Virgilio Marchi (it)
- Production : Arrigo Cava, Carlo Benetti (it)
- Société de production : Oceano Film
- Pays de production :  Royaume d'Italie
- Langue originale : italien
- Format : Noir et blanc - 1,37:1 - Son mono - 35 mm
- Durée : 90 minutes
- Genre : Film policier
- Dates de sortie :
  - Royaume d'Italie : 1939 (visa délivré le 31 octobre 1938[1])

## Distribution
- Carla Candiani : Muriel Winnifeld
- Paola Barbara : Renata, la secrétaire de Muriel
- Maurizio D'Ancora : le jeune prétendant
- Franco Coop : Commissaire de police
- Guglielmo Barnabò : Commissaire adjoint
- Camillo Pilotto : Laplace, chef des ravisseurs
- Dria Paola : jeune prisonnier
- Elio Steiner : jeune prisonnier
- Carlo Tamberlani : prisonnier amoureux de Renata
- Eugenio Duse (it) : Gervasio, prisonnier devenu fou
- Renato Chiantoni (it) : prisonnier distingué avec un monocle
- Pina Gallini : prisonnière à lunettes
- Dina Romano : une cliente de la boîte de nuit
- Alfredo Martinelli : le mari trahi
- Enzo Gainotti (it) : le cuisinier de l'hôtel
- Luigi Zerbinati (it) : médecin à l'hôpital

## Production
Le tournage s'est déroule d'avril à juillet 1938 aux studios de Cinecittà.